# إيكا رمضاني
إيكا رمضاني (بالإندونيسية: Eka Ramdani)‏ (18 يونيو 1984 ببورواكارتا في إندونيسيا - ) هو لاعب كرة قدم إندونيسي في مركز الوسط. شارك مع منتخب إندونيسيا تحت 17 سنة لكرة القدم ومنتخب إندونيسيا تحت 20 سنة لكرة القدم ومنتخب إندونيسيا تحت 21 سنة لكرة القدم ومنتخب إندونيسيا تحت 23 سنة لكرة القدم ومنتخب إندونيسيا لكرة القدم. أما مع النوادي، فقد لعب مع بالي يونايتد وبرسيب باندونغ ونادي سريويجايا ونادي سيمين بادانغ ومادورا يونايتد.

## روابط خارجية
- إيكا رمضاني على موقع قاعدة بيانات كرة القدم.إي يو (الإنجليزية)
- إيكا رمضاني على موقع ناشيونال فوتبول تيمز (الإنجليزية)
- إيكا رمضاني على موقع Soccerway.com (الإنجليزية)